# 加藤陽一
加藤 陽一（かとう よういち、1976年8月12日 - ）は、日本の元男子バレーボール選手、現指導者。元日本代表。マネジメント契約先はスポーツビズ。

## 来歴
大分県大分市出身。

### 学生時代
ママさんバレーをやっていた母親の影響で上野ヶ丘中学でバレーボールを始める。中学2年、3年時には全国都道府県対抗中学バレーボール大会の選抜に選ばれた。大分工業高校の高校3年時はキャプテンとしてプレーし、1994年の春の高校バレーで3位入賞、インプレッシブプレーヤー賞を受賞した。
筑波大学に進学後、2年生から4年生までの3年間、チームのインカレ3連覇に貢献。大学在学中の1998年世界選手権で全日本代表デビューを果たし、朝日健太郎、西村晃一とともに全日本代表の顔となった。その後も1999年ワールドカップ、2001年ワールドグランドチャンピオンズカップで全日本代表のエースとして活躍した。

### 東レ時代
筑波大学卒業後、Vリーグの東レアローズに入団。チームを準優勝に導き、新人賞と敢闘賞を受賞。Vリーグオールスターでもファン投票1位に選ばれるなど、Vリーグを代表する選手となった。しかし、全日本代表がシドニーオリンピック最終予選で五輪出場権を逃すと、加藤は徐々に世界との差を感じ始め、海外挑戦を決意する。

### 海外挑戦
2002年、イタリア・セリエAのシスレー・トレヴィーゾへ移籍。当時の全日本代表の選考基準に「Vリーグ、もしくは大学に所属する選手」という規約があり、日本バレーボール協会は加藤の海外移籍をよく思っていなかった。そのため、加藤は自分で宣伝資料を作り、ほぼ個人で売り込みに行った。移籍直後のイタリア地元紙の新聞では「ベンチを温めにきた日本人」と報道された。
当時のトレヴィーゾはバレリオ・ベルミリオ、アレッサンドロ・フェイ、アルベルト・チゾーラら、イタリア代表が所属する強豪クラブで、サムエル・パピの怪我により試合出場の機会が増えると、加藤は攻守に渡り活躍。その年のセリエAのオールスター戦で外国人選抜に選ばれ、2002-2003シーズンにスクデットを獲得、トレヴィーゾは6度目のリーグ優勝を飾った。
2003年、全日本との日程を合わせるため、ギリシャのPAOKに移籍。この頃、日本バレーボール協会も動き出し、加藤のために全日本代表の選考基準から「Vリーグ、もしくは大学に所属する選手」の規定を削除。全日本代表に復帰し、2003年ワールドカップではキャプテンとしてチームを牽引した。
2004年1月、フランスリーグ・プロAのアラゴ・デ・セテへ、同年9月にはセリエAのRPAペルージャに移籍。ペルージャでは2004-2005シーズン準優勝を果たすが、加藤自身に試合出場の機会はあまりなかった。

### Vリーグ復帰
2005年7月、VリーグのJTサンダーズに移籍。2009年1月24日の東レアローズ戦では、ゴードン・メイフォース監督の意向により、チームのリベロを務めた。
2009年5月、JTサンダーズを退部。
同年7月、母校の筑波大などを母体としたチャレンジリーグのつくばユナイテッドに移籍。同時にチーム運営母体であるNPO法人つくばユナイテッドVOLLEYBALLの常任理事にも就任した。2010年6月、選手兼任監督に就任。
2010V・サマーリーグ1次リーグ男子大会では、チームのセッターを務めた。2012年3月、つくばユナイテッドのチャレンジリーグ初優勝に大きく貢献し、自らもMVPに輝いた。2014年5月の黒鷲旗大会をもって現役引退。

### 指導者として活動
現役引退した2014年の9月にV・プレミアリーグ女子の久光製薬スプリングスのコーチに就任。中田久美監督の下でコーチとして2年間活動。2015/16シーズンにはチームが優勝を果たした。
2016年、久光製薬のコーチを退任し、PFUブルーキャッツコーチに就任。寺廻太監督の下で2年間コーチを務め、2018年、寺廻が代表女子強化部長就任のため監督に昇格。しかし、2018-19シーズン、チームはレギュラーラウンドで20戦全敗と振るわず、チャレンジステージの2試合を残して休養。そして、同シーズン終了をもって退団。
PFUを退団後、同年にJTマーヴェラスのコーチに就任した。チームは、2019-20シーズンと2020-21シーズンにリーグ戦で優勝を果たした。
2023年5月31日をもってJTマーヴェラスを退団。天津女子バレーボールクラブジュニアチームのアドバイザリーコーチに就任した。

## 人物
- 現役時代のテレビ局によるキャッチコピーは世界を知る日本のサムライ。

## 所属チーム

### 選手
- 大分工業高校
- 筑波大学
- 東レアローズ（1999-2002年）
- シスレー・トレヴィーゾ （2002-2003年）
- PAOKテッサロニキ （2003年）
- アラゴ・デ・セテ （2004年）
- RPAペルージャ （2004-2005年）
- JTサンダーズ （2005-2009年）
- つくばユナイテッドSun GAIA （2009-2014年）

### 指導者
- つくばユナイテッドSun GAIA 選手兼任監督（2010-2014年）
- 久光製薬スプリングス コーチ（2014-2016年）
- PFUブルーキャッツ
  - コーチ（2016-2018年）
  - 監督（2018-2019年）
- JTマーヴェラス コーチ（2019-2023年）
- 天津女子バレーボールクラブジュニアチーム アドバイザリーコーチ（2023年-）

## 球歴
- 全日本代表 - 1998-2004年
  - 世界選手権 - 1998年、2002年
  - ワールドカップ - 1999年、2003年

## 受賞歴
- 2000年 - 第6回Vリーグ 敢闘賞、新人賞
- 2002年 - 第8回Vリーグ ベスト6
- 2012年 - 2011/12 Vチャレンジリーグ MVP

## 出演
- オールスター感謝祭 （TBS、2010年10月2日）赤坂5丁目スプリントリレー